# BellSouth
BellSouth est une entreprise de télécommunication américaine basée à Atlanta en Géorgie. BellSouth était l'une des sept Regional Bell Operating Companies ou « Baby Bell » fondées après que le ministère de la justice américaine ait forcé AT&T Corporation (American Telephone & Telegraph Company) à scinder ses activités régionales de téléphonie le 1er janvier 1984. L’entreprise est également la seule « Baby Bell » qui emploie toujours le terme « Bell » dans son logo.
Les filiales Southern Bell et South Central Bell ont été regroupées sous le nom de BellSouth. Le groupe exerce ses activités aussi bien dans la téléphonie que dans l'Internet (DSL et dial-up) dans les États de l'Alabama, de la Floride, de la Géorgie, du Kentucky, de la Louisiane, du Mississippi, de la Caroline du Nord, de la Caroline du Sud et du Tennessee.
BellSouth axe dorénavant son développement sur deux activités : la téléphonie cellulaire et l’Internet à haut débit ; ces activités connaissent une croissance continue et soutenue. Le groupe possède 40 % de l’opérateur américain de téléphonie mobile Cingular, son partenaire SBC Communication détenant le solde (60 %).
L'entreprise a annoncé son rachat par AT&T Inc. le 5 mars 2006, pour 86 milliards de dollars. L'entreprise issue de cette fusion sera appelée AT&T. Cette fusion a consolidé le monopole sur les compagnies Cingular et YELLOWPAGES.COM .